# 岩船神社
岩船神社（いわふねじんじゃ）は、愛知県春日井市廻間町にある神社。

## 祭神
- 蛭子命（ひるこのみこと）[1][2]。

## 歴史
創建について、明らかではないが1713年（正徳3年）の棟札が存在している。社名の由来は、蛭子命がイザナギとイザナミの第一子であったが、障害があったため船で流されたことが由来とされているしかし、その後の神話研究では、元来は日神であったが、持統天皇朝（687～696年）頃、各地の様々の日神が皇祖神となった天照大神に統合される過程で、生み損じ神話が導入され、日神から不具児になったとされている。

## 境内社
- 御鍬社（豊受大神）[2]

## アクセス
所在地
- 愛知県春日井市廻間町1090

交通アクセス
- 名鉄バス高森台4丁目から徒歩約13分